# Requiem pour un taulard
Pour plus de détails, voir Fiche technique et Distribution.
Requiem pour un taulard (Out in Fifty) est un film américain de Bojesse Christopher et Scott Leet sorti directement en vidéo en 1999.

## Synopsis
Pour un meurtre commis accidentellement, Ray fait sept ans de prison. A sa sortie de prison, c'est un autre homme, sobre et assagi, mais il est harcelé par Jack, un détective bien décidé à le faire replonger au moindre faux-pas.

## Fiche technique
- Titre original : Out in Fifty
- Titre français : Requiem pour un taulard
- Réalisation et scénario : Bojesse Christopher, Scott Leet
- Photographie : Sharone Meir
- Montage : Ross Guidici
- Musique : Stephen Edwards
- Production : 	Ami Artzi, Bojesse Christopher, Scott Leet
- Sociétés de distribution : Elephant Films
- Pays d'origine :  États-Unis
- Langue : Anglais
- Format :
- Durée : 102 minutes
- Dates de sortie : 
  - États-Unis : 22 juin 1999
  - France : 4 octobre 2000 (directement en location dans votre vidéoclub)

## Distribution
- Mickey Rourke : Jack Bracken
- Scott Leet : Raymond Frye
- Bojesse Christopher : Steven Fisher
- Nina Ofenböck : Gloria
- Peter Greene : Tony Grayson
- Nikki Bokal : Sarah Brawn
- Ed Lauter : Ed Walker
- Christina Applegate : Lilah
- Balthazar Getty : Lefty
- James Avery : Cappy
- Abraham Benrubi : Spike
- Alexis Arquette : Kim
- Justin Pierce : Freddy
- Johnny Whitworth : Whitey
- Jennifer Cook : Vicki Bracken
- Tony Ward : Johnny
- Robert Keith : Ray Sr.
- Steve Pierson : le jeune Ray